# Джуліанна Маргуліс
Джуліа́нна Маргу́ліс (англ. Julianna Margulies, [ˈmɑːrɡjʊliːs]; нар. 8 червня 1966, Спрінг-Веллі, Нью-Йорк) — американська акторка та продюсерка. Лауреатка премії «Золотий глобус» і триразова лауреатка «Еммі». 1 травня 2015 року акторці встановлена зірка на Голлівудській алеї слави.

## Біографія
Молодша з трьох дочок в родині Франчески Маргуліс, балерини і вчительки хореографії, і Пола Маргуліса, автора рекламних текстів. Будучи дитиною разом з сім'єю кочувала з місця на місце, проживаючи то у Франції, то в Нью-Йорку, то в Англії. Її батьки були дітьми єврейських іммігрантів зі Східної Європи.
Джуліанна вчилася в школі Green Meadow Waldorf School, а потім вступила до вищої школи High Mowing School. Потім до коледжу Sarah Lawrence College, де здобула ступінь бакалавра в галузі гуманітарних наук. Тут часто брала участь в студентських спектаклях.
Після завершення навчання в коледжі перейшла в нью-йоркську студію The Acting Studio, де вивчала акторську майстерність.
10 листопада 2007 року одружилася з Кітом Ліберталом. Через рік народила сина — Кірана Ліндсея Лібертала.

## Кар'єра
Вперше знялась у кіно у фільмі «В ім'я справедливості». У 1994 році пройшла кастинг у популярний телесеріал «Швидка допомога». У тому ж році отримала премію «Еммі» за найкращу жіночу роль.
У 2000 році покинула серіал «Швидка допомога» і стала періодично грати в театрі, а також знімалася в незначних епізодах в інших телевізійних фільмах.
У 2009—2016 роках виконала головну роль у серіалі «Гарна дружина». За цю роль у 2011 році отримала премію «Еммі» у номінації «Найкраща драматична акторка».

## Фільмографія
Станом на  02.10.2020
| Рік       |    | Українська назва            | Оригінальна назва                                          | Роль                                 |
| --------- | -- | --------------------------- | ---------------------------------------------------------- | ------------------------------------ |
| 2021      | с  | Ранкове шоу                 | The Morning Show                                           | Лора                                 |
| 2020      | с  |                             | Unladylike                                                 | оповідачка та інші ролі (22 епізоди) |
| 2020      | с  | Мільярди                    |                                                            | Кет (Кетрін) Брант (3 епізоди)       |
| 2019      | с  | (мінісеріал)                | The Hot Zone                                               | д-р Ненсі Джаакс (6 епізодів)        |
| 2018      | с  |                             | Dietland                                                   | Кітті Монтгомері (10 епізодів)       |
| 2017      | ф  | Три Христа                  | Three Christs                                              | Рут                                  |
| 2017      | ф  | 1+1: Нова історія           |                                                            | Лілі                                 |
| 2017      | с  |                             | Nightcap                                                   | Джуліанна Маргуліс (1 епізод)        |
| 2009—2016 | с  |                             | The Good Wife                                              | Аліша Флоррік (156 епізодів)         |
| 2012      | ф  | Надійні хлопці              |                                                            | Ніна Гірш                            |
| 2010      | с  | Вулиця Сезам                |                                                            | д-р Берґер (1 епізод)                |
| 2009      | ф  | Сіті-Айленд                 |                                                            | Джойс Ріццо                          |
| 1994—2009 | с  | Швидка допомога             |                                                            | Керол Гетевей (135 епізодів)         |
| 2008      | с  |                             | Canterbury's Law                                           | Елізабет Кентербері (6 епізодів)     |
| 2006—2007 | с  | Клан Сопрано                |                                                            | Джуліанна Скіфф (4 епізоди)          |
| 2007      | с  | (документальне)             | American Masters                                           | оповідачка (голос, 1 епізод)         |
| 2006      | с  | Зникла кімната (мінісеріал) |                                                            | Дженніфер Блум (3 епізоди)           |
| 2006      | ф  |                             | Beautiful Ohio                                             | пані Кубано                          |
| 2006      | ф  | Змії на борту літака        |                                                            | Клер Міллер                          |
| 2006      | ф  | Премія Дарвіна              |                                                            | Карла                                |
| 2005      | ф  |                             | Slingshot                                                  | Карен                                |
| 2004      | с  |                             | Клініка                                                    | Ніна (2 епізоди)                     |
| 2004      | с  | (мінісеріал)                | The Grid                                                   | агент АНБ Марен Джексон (6 епізодів) |
| 2003      | с  | (мінісеріал)                | Hitler: The Rise of Evil                                   | Гелена Ганфштенгль (2 епізоди)       |
| 2002      | ф  | Корабель-привид             |                                                            | Еппс                                 |
| 2002      | кф |                             | Love Gets You Twisted                                      | оповідачка (голос)                   |
| 2002      | ф  |                             | Evelyn                                                     | Бернадет Бітті                       |
| 2001      | тф |                             | Jenifer                                                    | Дженіферова психіаторка              |
| 2001      | ф  |                             | The Man from Elysian Fields                                | Дена                                 |
| 2001      | с  | (мінісеріал)                | The Mists of Avalon                                        | Моргана (2 епізоди)                  |
| 2000      | мф | Динозавр                    |                                                            | Ніра (голос)                         |
| 2000      | ф  |                             | What's Cooking?                                            | Карла                                |
| 1999      | ф  |                             | The Big Day                                                | Сара                                 |
| 1998      | с  |                             | Ellen                                                      | Еллен №5 (1 епізод)                  |
| 1998      | ф  |                             | The Newton Boys                                            | Луїза Браун                          |
| 1998      | ф  |                             | A Price Above Rubies                                       | Рейчел                               |
| 1997      | тф | (короткометражне)           | Austin Powers' Electric Psychedelic Pussycat Swingers Club | свінгерка                            |
| 1997      | ф  |                             | Paradise Road                                              | Топсі Мерріт                         |
| 1997      | ф  |                             | Traveller                                                  | Джин                                 |
| 1995      | с  |                             | The Larry Sanders Show                                     | Джуліанна Маргуліс (1 епізод)        |
| 1994      | с  |                             | Philly Heat                                                | Анабелла Ларіго                      |
| 1994      | с  |                             | Homicide: Life on the Street                               | Лінда (2 епізоди)                    |
| 1993      | с  |                             | Murder, She Wrote                                          | Рейчел Новаро (1 епізод)             |
| 1993      | с  | Закон і порядок             |                                                            | л-нт Рут Мендоза (1 епізод)          |
| 1991      | ф  | В ім'я справедливості       |                                                            | Ріка                                 |

## Нагороди та номінації
Станом на  02.10.2020
| Рік  | Нагорода                      | Організація / фестиваль                            | Категорія / Номінація                                                                                             | Робота                                              | Результат |
| ---- | ----------------------------- | -------------------------------------------------- | --- | --------------------------------------------------- | --------- |
| 2020 | WIN                           | Women's Image Network Awards                       | Outstanding Actress Made for Television Movie / Mini-Series                                                       | «Гаряча зона»                                       | Перемога  |
| 2016 | Actor                         | Screen Actors Guild Awards                         | Outstanding Performance by a Female Actor in a Drama Series                                                       | «Гарна дружина»                                     | Номінація |
| 2015 | Golden Globe                  | Golden Globes, USA                                 | Best Performance by an Actress in a Television Series — Drama                                                     | «Гарна дружина»                                     | Номінація |
| 2015 | Critics' Choice TV            | Critics Choice Television Awards                   | Best Actress in a Drama Series                                                                                    | «Гарна дружина»                                     | Номінація |
| 2015 | Dorian                        | GALECA: The Society of LGBTQ Entertainment Critics | TV Performance of the Year — Actress                                                                              | «Гарна дружина»                                     | Номінація |
| 2015 | Gold Derby TV                 | Gold Derby Awards                                  | Drama Lead Actress                                                                                                | «Гарна дружина»                                     | Номінація |
| 2015 | Actor                         | Screen Actors Guild Awards                         | Outstanding Performance by a Female Actor in a Drama Series                                                       | «Гарна дружина»                                     | Номінація |
| 2015 | Зірка на Алеї слави Голлівуду | Walk of Fame                                       | Television |                                                     | Перемога  |
| 2014 | Golden Globe                  | Golden Globes, USA                                 | Best Performance by an Actress in a Television Series — Drama                                                     | «Гарна дружина»                                     | Номінація |
| 2014 | Primetime Emmy                | Primetime Emmy Awards                              | Outstanding Lead Actress in a Drama Series                                                                        | «Гарна дружина»                                     | Перемога  |
| 2014 | Critics' Choice TV            | Critics Choice Television Awards                   | Best Actress in a Drama Series                                                                                    | «Гарна дружина»                                     | Номінація |
| 2014 | Gold Derby TV                 | Gold Derby Awards                                  | Drama Lead Actress                                                                                                | «Гарна дружина»                                     | Номінація |
| 2014 | OFTA Television               | Online Film & Television Association               | Best Actress in a Drama Series                                                                                    | «Гарна дружина»                                     | Номінація |
| 2014 | People's Choice               | People's Choice Awards, USA                        | Favorite Dramatic TV Actress                                                                                      |                                                     | Номінація |
| 2014 | Satellite                     | Satellite Awards                                   | Best Actress in a Series, Drama                                                                                   | «Гарна дружина»                                     | Номінація |
| 2014 | TCA                           | Television Critics Association Awards              | Individual Achievement in Drama                                                                                   | «Гарна дружина»                                     | Номінація |
| 2014 | TV Guide                      | TV Guide Awards                                    | Favorite Actress                                                                                                  | «Гарна дружина»                                     | Номінація |
| 2013 | Golden Globe                  | Golden Globes, USA                                 | Best Performance by an Actress in a Television Series — Drama                                                     | «Гарна дружина»                                     | Номінація |
| 2013 | Critics' Choice TV            | Critics Choice Television Awards                   | Best Actress in a Drama Series                                                                                    | «Гарна дружина»                                     | Номінація |
| 2013 | Gold Derby TV                 | Gold Derby Awards                                  | Drama Lead Actress                                                                                                | «Гарна дружина»                                     | Номінація |
| 2013 | Actor                         | Screen Actors Guild Awards                         | Outstanding Performance by a Female Actor in a Drama Series                                                       | «Гарна дружина»                                     | Номінація |
| 2013 | TV Guide                      | TV Guide Awards                                    | Favorite Actress                                                                                                  | «Гарна дружина»                                     | Номінація |
| 2012 | Golden Globe                  | Golden Globes, USA                                 | Best Performance by an Actress in a Television Series — Drama                                                     | «Гарна дружина»                                     | Номінація |
| 2012 | Primetime Emmy                | Primetime Emmy Awards                              | Outstanding Lead Actress in a Drama Series                                                                        | «Гарна дружина»                                     | Номінація |
| 2012 | Critics' Choice TV            | Critics Choice Television Awards                   | Best Actress in a Drama Series                                                                                    | «Гарна дружина»                                     | Номінація |
| 2012 | Gold Derby TV                 | Gold Derby Awards                                  | Drama Lead Actress                                                                                                | «Гарна дружина»                                     | Номінація |
| 2012 | Golden Nymph                  | Monte-Carlo TV Festival                            | Outstanding Actress in a Drama Series                                                                             | «Гарна дружина»                                     | Номінація |
| 2012 | OFTA Television               | Online Film & Television Association               | Best Actress in a Drama Series                                                                                    | «Гарна дружина»                                     | Номінація |
| 2012 | Satellite                     | Satellite Awards                                   | Best Actress in a Series, Drama                                                                                   | «Гарна дружина»                                     | Номінація |
| 2012 | Actor                         | Screen Actors Guild Awards                         | Outstanding Performance by a Female Actor in a Drama Series                                                       | «Гарна дружина»                                     | Номінація |
| 2012 | Actor                         | Screen Actors Guild Awards                         | Outstanding Performance by an Ensemble in a Drama Series                                                          | «Гарна дружина» (разом з іншими акторами серіалу)   | Номінація |
| 2012 | TV Guide                      | TV Guide Awards                                    | Favorite Actress                                                                                                  | «Гарна дружина»                                     | Номінація |
| 2011 | Golden Globe                  | Golden Globes, USA                                 | Best Performance by an Actress in a Television Series — Drama                                                     | «Гарна дружина»                                     | Номінація |
| 2011 | Primetime Emmy                | Primetime Emmy Awards                              | Outstanding Lead Actress in a Drama Series                                                                        | «Гарна дружина»                                     | Перемога  |
| 2011 | Movies for Grownups           | AARP Movies for Grownups Awards                    | Best Grownup Love Story                                                                                           | «Сіті-Айленд» (разом з Енді Гарсія)                 | Номінація |
| 2011 | Critics' Choice TV            | Critics Choice Television Awards                   | Best Actress in a Drama Series                                                                                    | «Гарна дружина»                                     | Перемога  |
| 2011 | Dorian                        | GALECA: The Society of LGBTQ Entertainment Critics | TV Drama Performance of the Year                                                                                  | «Гарна дружина»                                     | Номінація |
| 2011 | Gold Derby TV                 | Gold Derby Awards                                  | Drama Lead Actress                                                                                                | «Гарна дружина»                                     | Перемога  |
| 2011 | OFTA Television               | Online Film & Television Association               | Best Actress in a Drama Series                                                                                    | «Гарна дружина»                                     | Номінація |
| 2011 | People's Choice               | People's Choice Awards, USA                        | Favorite TV Drama Actress                                                                                         |                                                     | Номінація |
| 2011 | Satellite                     | Satellite Awards                                   | Best Actress in a Series, Drama                                                                                   | «Гарна дружина»                                     | Номінація |
| 2011 | Actor                         | Screen Actors Guild Awards                         | Outstanding Performance by a Female Actor in a Drama Series                                                       | «Гарна дружина»                                     | Перемога  |
| 2011 | Actor                         | Screen Actors Guild Awards                         | Outstanding Performance by an Ensemble in a Drama Series                                                          | «Гарна дружина» (разом з іншими акторами серіалу)   | Номінація |
| 2011 | TCA                           | Television Critics Association Awards              | Individual Achievement in Drama                                                                                   | «Гарна дружина»                                     | Номінація |
| 2011 | WIN                           | Women's Image Network Awards                       | Actress Drama Series                                                                                              | «Гарна дружина» (епізод 2.21 «У хворобі»)           | Номінація |
| 2010 | Golden Globe                  | Golden Globes, USA                                 | Best Performance by an Actress in a Television Series — Drama                                                     | «Гарна дружина»                                     | Перемога  |
| 2010 | Primetime Emmy                | Primetime Emmy Awards                              | Outstanding Lead Actress in a Drama Series                                                                        | «Гарна дружина»                                     | Номінація |
| 2010 | Gold Derby TV                 | Gold Derby Awards                                  | Drama Lead Actress                                                                                                | «Гарна дружина»                                     | Номінація |
| 2010 | OFTA Television               | Online Film & Television Association               | Best Actress in a Drama Series                                                                                    | «Гарна дружина»                                     | Перемога  |
| 2010 | Satellite                     | Satellite Awards                                   | Best Actress in a Series, Drama                                                                                   | «Гарна дружина»                                     | Номінація |
| 2010 | Actor                         | Screen Actors Guild Awards                         | Outstanding Performance by a Female Actor in a Drama Series                                                       | «Гарна дружина»                                     | Перемога  |
| 2010 | Actor                         | Screen Actors Guild Awards                         | Outstanding Performance by an Ensemble in a Drama Series                                                          | «Гарна дружина» (разом з іншими акторами серіалу)   | Номінація |
| 2010 | TCA                           | Television Critics Association Awards              | Individual Achievement in Drama                                                                                   | «Гарна дружина»                                     | Перемога  |
| 2009 | Muse                          | New York Women in Film & Television                | |                                                     | Перемога  |
| 2009 | Satellite                     | Satellite Awards                                   | Best Actress in a Series, Drama                                                                                   | «Гарна дружина»                                     | Номінація |
| 2006 | TV Land                       | TV Land Awards                                     | Most Memorable Kiss                                                                                               | «Швидка допомога» (разом із Джорджем Клуні)         | Номінація |
| 2005 | Golden Globe                  | Golden Globes, USA                                 | Best Performance by an Actress in a Miniseries or a Motion Picture Made for Television                            | «Сітка»                                             | Номінація |
| 2002 | Golden Globe                  | Golden Globes, USA                                 | Best Performance by an Actress in a Miniseries or a Motion Picture Made for Television                            | «Тумани Авалону»                                    | Номінація |
| 2001 | Actor                         | Screen Actors Guild Awards                         | Outstanding Performance by an Ensemble in a Drama Series                                                          | «Швидка допомога» (разом з іншими акторами серіалу) | Номінація |
| 2000 | Golden Globe                  | Golden Globes, USA                                 | Best Performance by an Actress in a Television Series — Drama                                                     | «Швидка допомога»                                   | Номінація |
| 2000 | Primetime Emmy                | Primetime Emmy Awards                              | Outstanding Lead Actress in a Drama Series                                                                        | «Швидка допомога»                                   | Номінація |
| 2000 | OFTA Television               | Online Film & Television Association               | Best Actress in a Drama Series                                                                                    | «Швидка допомога»                                   | Перемога  |
| 2000 | Actor                         | Screen Actors Guild Awards                         | Outstanding Performance by an Ensemble in a Drama Series                                                          | «Швидка допомога» (разом з іншими акторами серіалу) | Номінація |
| 2000 | TV Guide                      | TV Guide Awards                                    | Favorite Actress in a Drama                                                                                       | «Швидка допомога»                                   | Номінація |
| 2000 | Q                             | Viewers for Quality Television Awards              | Best Actress in a Quality Drama Series                                                                            | «Швидка допомога»                                   | Номінація |
| 1999 | Golden Globe                  | Golden Globes, USA                                 | Best Performance by an Actress in a Television Series — Drama                                                     | «Швидка допомога»                                   | Номінація |
| 1999 | Primetime Emmy                | Primetime Emmy Awards                              | Outstanding Lead Actress in a Drama Series                                                                        | «Швидка допомога»                                   | Номінація |
| 1999 | OFTA Television               | Online Film & Television Association               | Best Actress in a Drama Series                                                                                    | «Швидка допомога»                                   | Перемога  |
| 1999 | Actor                         | Screen Actors Guild Awards                         | Outstanding Performance by a Female Actor in a Drama Series                                                       | «Швидка допомога»                                   | Перемога  |
| 1999 | Actor                         | Screen Actors Guild Awards                         | Outstanding Performance by an Ensemble in a Drama Series                                                          | «Швидка допомога» (разом з іншими акторами серіалу) | Перемога  |
| 1999 | TV Guide                      | TV Guide Awards                                    | Favorite Actress in a Drama                                                                                       | «Швидка допомога»                                   | Номінація |
| 1999 | Q                             | Viewers for Quality Television Awards              | Best Actress in a Quality Drama Series                                                                            | «Швидка допомога»                                   | Номінація |
| 1998 | Golden Globe                  | Golden Globes, USA                                 | Best Performance by an Actress in a Television Series — Drama                                                     | «Швидка допомога»                                   | Номінація |
| 1998 | Primetime Emmy                | Primetime Emmy Awards                              | Outstanding Lead Actress in a Drama Series                                                                        | «Швидка допомога»                                   | Номінація |
| 1998 | OFTA Television               | Online Film & Television Association               | Best Actress in a Drama Series                                                                                    | «Швидка допомога»                                   | Номінація |
| 1998 | OFTA Television               | Online Film & Television Association               | Best Actress in a Series                                                                                          | «Швидка допомога»                                   | Номінація |
| 1998 | Golden Satellite              | Satellite Awards                                   | Best Actress in a Series, Drama                                                                                   | «Швидка допомога»                                   | Номінація |
| 1998 | Actor                         | Screen Actors Guild Awards                         | Outstanding Performance by a Female Actor in a Drama Series                                                       | «Швидка допомога»                                   | Перемога  |
| 1998 | Actor                         | Screen Actors Guild Awards                         | Outstanding Performance by an Ensemble in a Drama Series                                                          | «Швидка допомога» (разом з іншими акторами серіалу) | Перемога  |
| 1998 | Q                             | Viewers for Quality Television Awards              | Best Actress in a Quality Drama Series                                                                            | «Швидка допомога»                                   | Номінація |
| 1997 | Primetime Emmy                | Primetime Emmy Awards                              | Outstanding Lead Actress in a Drama Series                                                                        | «Швидка допомога»                                   | Номінація |
| 1997 | OFTA Television               | Online Film & Television Association               | Best Actress in a Drama Series                                                                                    | «Швидка допомога»                                   | Перемога  |
| 1997 | OFTA Television               | Online Film & Television Association               | Best Actress in a Series                                                                                          | «Швидка допомога»                                   | Номінація |
| 1997 | Golden Satellite              | Satellite Awards                                   | Best Actress in a Series, Drama                                                                                   | «Швидка допомога»                                   | Номінація |
| 1997 | Actor                         | Screen Actors Guild Awards                         | Outstanding Performance by an Ensemble in a Drama Series                                                          | «Швидка допомога» (разом з іншими акторами серіалу) | Перемога  |
| 1997 | Q                             | Viewers for Quality Television Awards              | Best Actress in a Quality Drama Series                                                                            | «Швидка допомога»                                   | Перемога  |
| 1996 | Golden Globe                  | Golden Globes, USA                                 | Best Performance by an Actress in a Supporting Role in a Series, Miniseries or Motion Picture Made for Television | «Швидка допомога»                                   | Номінація |
| 1996 | Primetime Emmy                | Primetime Emmy Awards                              | Outstanding Supporting Actress in a Drama Series                                                                  | «Швидка допомога»                                   | Номінація |
| 1996 | Actor                         | Screen Actors Guild Awards                         | Outstanding Performance by an Ensemble in a Drama Series                                                          | «Швидка допомога» (разом з іншими акторами серіалу) | Перемога  |
| 1996 | Actor                         | Screen Actors Guild Awards                         | Outstanding Performance by a Female Actor in a Drama Series                                                       | «Швидка допомога»                                   | Номінація |
| 1995 | Primetime Emmy                | Primetime Emmy Awards                              | Outstanding Supporting Actress in a Drama Series                                                                  | «Швидка допомога»                                   | Перемога  |
| 1995 | Actor                         | Screen Actors Guild Awards                         | Outstanding Performance by an Ensemble in a Drama Series                                                          | «Швидка допомога» (разом з іншими акторами серіалу) | Номінація |
| 1995 | Q                             | Viewers for Quality Television Awards              | Best Supporting Actress in a Quality Drama Series                                                                 | «Швидка допомога»                                   | Перемога  |